# Mestus testaceus
Mestus testaceus är en insektsart som beskrevs av De Motschulsky 1863. Mestus testaceus ingår i släktet Mestus och familjen sporrstritar. Inga underarter finns listade i Catalogue of Life.